# Bud Houser
Bud Houser, född 25 september 1901 i Winigan i Missouri, död 1 oktober 1994 i Gardena i Kalifornien, var en amerikansk friidrottare.
Houser blev olympisk mästare i kulstötning och diskuskastning vid olympiska sommarspelen 1924 i Paris och i diskuskastning vid olympiska sommarspelen 1928 i Amsterdam.